# Згорня Липниця
Згорня Липниця (словен. Zgornja Lipnica) — поселення в общині Радовлиця, Горенський регіон, Словенія. Висота над рівнем моря: 511,2 м.